# Prodromus Systematis Naturalis Regni Vegetabilis
Prodromus Systematis Naturalis Regni Vegetabilis (с лат. — «Введение в естественную систему царства растений») (1824—1873) — 17-томный трактат по ботанике, инициированный Огюстеном Пирамом де Кандолем, также известный под своей стандартной ботанической аббревиатурой Prodr. (DC).
Декандоль задумал его как краткое изложение всех известных семенных растений, включая таксономию, экологию, эволюцию и биогеографию. Он написал семь томов в период с 1824 по 1839 год, но умер в 1841 году.
Его сын Альфонс Декандоль затем взялся за работу, отредактировав ещё десять томов с участием ряда авторов. Том 17 был опубликован в октябре 1873 года. Четвёртая и последняя часть указателя вышла в 1874 году. Prodromus остался неполным и касался только двудольных растений. В «Продромусе» де Кандоль развил свою концепцию Семейства. Обратите внимание, что эта система была опубликована задолго до того, как появились международно признанные правила ботанической номенклатуры. Здесь семейство обозначено как «ordo». Система разделения по семействам не соответствует современным представлениям. Ни одно из этих явлений не является проблемой с номенклатурной точки зрения, что и предусмотрено современными МКБН. Среди двудольных («classis prima DICOTYLEDONEÆ») система Декандоля выделяет (Разбивка на страницы из Prodromus, 17 частей)

## Список авторов
Список авторов, принявших участие в написании Prodromus
- Нильс Юхан Андерссон (1821—1880)
- Эрнест-Анри Байон (1827—1895)
- Джордж Бентам (1800—1884)
- Жан-Луи Берландье (1805—1851)
- Пьер Эдмон Буассье (1810—1885)
- Луи Эдуар Бюро (1830—1918)
- Альфонс Декандоль (1806—1893)
- Анн Казимир Пирам Декандоль (1836—1918)
- Огюстен Пирам Декандоль (1778—1841)
- Жак Дени Шуази (1799—1859)
- Жозеф Декен (1807—1882)
- Жан Этьен Дюби (1798—1885)
- Пьер Этьен Симон Дюшартр (1811—1894)
- Мишель Феликс Дюналь (1789—1856)
- Август Вильгельм Эйхлер (1839—1887)
- Йозеф Алоиз фон Фрёлих (1766—1841)
- Фредерик Шарль Жан Гингинс де ла Сарраз (1790—1863)
- Август Генрих Рудольф Гризебах (1814—1879)
- Сэр Джозеф Долтон Гукер (1817—1911)
- Карл Фридрих Мейсснер (1800—1874)
- Фридрих Антон Вильгельм Микель (1811—1871)
- Альфред Мокен-Тандон (1804—1863)
- Иоганнес Мюллер Ааргауский (1828—1896)
- Христиан Готтфрид Нес фон Эзенбек (1776—1858)
- Карл Адольф Отт (1803—1839)
- Жюль Эмиль Планшон (1816—1877)
- Филиппо Парлаторе (1816—1877)
- Эдуард Август фон Регель (1815—1892)
- Жорж Франсуа Ройтер (1805—1872)
- Иоганнес Конрад Шауэр (1813—1848)
- Дидерих Франц Леонгард фон Шлехтендаль (1794—1866)
- Николя Шарль Серенж (1776—1858)
- Герман цу Сольмс-Лаубах (1842—1915)
- Хью Элджернон Уэдделл (1819—1877)
- Альфред Весмаэль (1832—1905)

## System

### Subclassis I. THALAMIFLORÆ [Part I]
- ordo I. RANUNCULACEÆ (Page 1)
ordo II. DILLENIACEÆ (Page 67)
ordo III. MAGNOLIACEÆ (Page 77)
ordo IV. ANONACEÆ [sic] (Page 83)
ordo V. MENISPERMACEÆ (Page 95)
ordo VI. BERBERIDEÆ
ordo VII. PODOPHYLLACEÆ
ordo VIII. NYMPHÆACEÆ
ordo VIIIbis. SARRACENIACEÆ
ordo IX. PAPAVERACEÆ
ordo X. FUMARIACEÆ (Page 125)
ordo XIbis. RESEDACEÆ
ordo XI. CRUCIFERÆ
ordo XII. CAPPARIDEÆ
ordo XIII. FLACOURTIANEÆ
ordo XIV. BIXINEÆ
ordo XIVbis. LACISTEMACEÆ
ordo XV. CISTINEÆ
ordo XVI. VIOLARIEÆ
ordo XVII. DROSERACEÆ
ordo XVIII. POLYGALACEÆ
ordo XIX. TREMANDREÆ
ordo XX. PITTOSPOREÆ
ordo XXI. FRANKENIACEÆ
ordo XXII. CARYOPHYLLEÆ
ordo XXIII. LINEÆ
ordo XXIV. MALVACEÆ
ordo XXV. BOMBACEÆ [sic]
ordo XXVI. BYTTNERIACEÆ
ordo XXVII. TILIACEÆ
ordo XXVIII. ELÆOCARPEÆ
ordo XXIX. CHLENACEÆ
ordo XXIXbis. ANCISTROCLADEÆ
ordo XXIXter. DIPTEROCARPEÆ
ordo XXIXter.[sic] LOPHIRACEÆ
ordo XXX. TERNSTROEMIACEÆ
ordo XXXI. CAMELLIEÆ
ordo XXXII. OLACINEÆ
ordo XXXIII. AURANTIACEÆ
ordo XXXIV. HYPERICINEÆ
ordo XXXV. GUTTIFERÆ
ordo XXXVI. MARCGRAVIACEÆ
ordo XXXVII. HIPPOCRATEACEÆ
ordo XXXVIII. ERYTHROXYLEÆ
ordo XXXIX. MALPIGHIACEÆ
ordo XL. ACERINEÆ
ordo XLI. HIPPOCASTANEÆ
ordo XLII. RHIZOBOLEÆ
ordo XLIII. SAPINDACEÆ
ordo XLIV. MELIACEÆ
ordo XLV. AMPELIDEÆ
ordo XLVI. GERANIACEÆ
ordo XLVII. TROPÆOLEÆ
ordo XLVIII. BALSAMINEÆ
ordo XLIX. OXALIDEÆ
ordo L. ZYGOPHYLLEÆ
ordo LI. RUTACEÆ
ordo LII. SIMARUBEÆ [sic]
ordo LIII. OCHNACEÆ
ordo LIV. CORIARIEÆ (Page 739)

(Index to Part I p. 741)

### Subclassis II. CALYCIFLORÆ [Parts II—VII]
- ordo LV. CELASTRINEÆ [Part II], (Page 2)
ordo LVI. RHAMNEÆ
ordo LVII. BRUNIACEÆ
ordo LVIII. SAMYDEÆ
ordo LIX. HOMALINEÆ
ordo LX. CHAILLETIACEÆ
ordo LXI. AQUILARINEÆ
ordo LXII. TEREBINTHACEÆ
ordo LXIII. LEGUMINOSÆ
ordo LXIV. ROSACEÆ (Page 525)
ordo LXV. CALYCANTHEÆ [Part III], (Page 1)
ordo LXVbis. MONIMIACEÆ
ordo LXVI. GRANATEÆ
ordo LXVII. MEMECYLEÆ
ordo LXVIII. COMBRETACEÆ
ordo LXIX. VOCHYSIEÆ
ordo LXX RHIZOPHOREÆ
ordo LXXI. ONAGRARIEÆ
ordo LXXII. HALORAGEÆ
ordo LXXIII. CERATOPHYLLEÆ
ordo LXXIV. LYTHRARIEÆ
ordo LXXIVbis. CRYPTERONIACEÆ
ordo LXXV. TAMARISCINEÆ
ordo LXXVI. MELASTOMACEÆ
ordo LXXVII. ALANGIEÆ
ordo LXXVIII. PHILADELPEÆ
ordo LXXIX. MYRTACEÆ
ordo LXXX. CUCURBITACEÆ
ordo LXXXI. PASSIFLOREÆ
ordo LXXXII. LOASEÆ
ordo LXXXIII. TURNERACEÆ
ordo LXXXIV. FOUQUIERACEÆ
ordo LXXXV. PORTULACEÆ
ordo LXXXVI. PARONYCHIEÆ
ordo LXXXVII. CRASSULACEÆ
ordo LXXXVIII. FICOIDEÆ (Page 415)
ordo LXXXIX. CACTEÆ
ordo XC. GROSSULARIEÆ
ordo XCI. SAXIFRAGACEÆ [Part IV], (Page 1)
ordo XCII. UMBELLIFERÆ
ordo XCIII. ARALIACEÆ
ordo XCIV. HAMAMELIDEÆ
ordo XCV. CORNEÆ
ordo XCVbis. HELWINGIACEÆ
ordo XCVI. LORANTHACEÆ
ordo XCVII. CAPRIFOLIACEÆ
ordo XCVIII. RUBIACEÆ
ordo XCIX. VALERIANEÆ
ordo C. DIPSACEÆ (Page 643)
ordo CI. CALYCEREÆ [Part V], (Page 1)
ordo CII. COMPOSITÆ (Page 4); [Part VI], (Page 1); [Part VII], (Page 1)
ordo CIII. STYLIDIEÆ [Part VII]
ordo CIV. LOBELIACEÆ
ordo CV. CAMPANULACEÆ
ordo CVI. CYPHIACEÆ
ordo CVII. GOODENOVIEÆ
ordo CVIII. ROUSSÆACEÆ
ordo CIX. GESNERIACEÆ
ordo CX. SPHENOCLEACEÆ
ordo CXI. COLUMELLIACEÆ
ordo CXII. NAPOLEONEÆ
ordo CXIII. VACCINIEÆ
ordo CXIV. ERICACEÆ (Page 580) (Four tribes)
  - Arbuteae (Page 580)
Andromedae (Page 588)
Ericeae (Page 612)
Rhodoreae (Page 712) (Two subtribes)
    - Rhododendreae (712) (Nine genera)
      - Rhododendron (719) (Six sections)
        - Buramia (720)
Hymenanthes (721)
Eurhododendron (721)
Pogonanthum (725)
Chamaecistus (725)
Tsutsusi (726)

Kalmia (728)

Ledeae (729)

ordo CXV. EPACRIDEÆ (Page 734)
ordo CXVI. PYROLACEÆ
ordo CXVII. FRANCOACEÆ
ordo CXVIII. MONOTROPEÆ (Page 779)

### Subclassis III. COROLLIFLORÆ [Parts VIII—XIII(1)]
- ordo CXIX. LENTIBULARIEÆ (Page 1)
ordo CXX. PRIMULACEÆ
ordo CXXI. MYRSINEACEÆ
ordo CXXII. ÆGICERACEÆ
ordo CXXIII. THEOPHRASTACEÆ
ordo CXXIV. SAPOTACEÆ
ordo CXXV. EBENACEÆ
ordo CXXVI. STYRACACEÆ
ordo CXXVII. OLEACEÆ
ordo CXXVIIbis. SALVADORACEÆ
ordo CXXVIII. JASMINEÆ
ordo CXXIX. APOCYNACEÆ
ordo CXXX. ASCLEPIADEÆ (Page 460)
ordo CXXX[a?] LEONIACEÆ
ordo CXXXI. LOGANIACEÆ [Part IX], (Page 1)
ordo CXXXII. GENTIANACEÆ
ordo CXXXIII. BIGNONIACEÆ
ordo CXXXIV. SESAMEÆ
ordo CXXXV. CYRTANDRACEÆ
ordo CXXXVI. HYDROPHYLLACEÆ
ordo CXXXVII. POLEMONIACEÆ
ordo CXXXVII. [sic] CONVOLVULACEÆ
ordo CXXXVIII. ERICYBEÆ
ordo CXXXIX. BORRAGINEÆ [sic] (Page 466); [Part X], (Page 1)
ordo CXL. HYDROLEACEÆ
ordo CXLII. SCROPHULARIACEÆ (Page 186)
ordo CXLII(I).[sic] SOLANACEÆ [Part XIII (1)], (Pages 1 — 692) out of sequence
ordo CXLIV. OROBRANCHACEÆ [Part XI], (Page 1)
ordo CXLV. ACANTHACEÆ
ordo CXLVI. PHRYMACEÆ
ordo CXLVII VERBENACEÆ
ordo CXLVIII MYOPORACEÆ (Page 701)
ordo CXLIX SELAGINACEÆ [Part XII], (Page 1)
ordo CL. LABIATÆ
ordo CLI. STILBACEÆ
ordo CLII. GLOBULARIACEÆ
ordo CLIII. BRUNONIACEÆ
ordo CLIV. PLUMBAGINEÆ (Page 617)
ordo CLV.[?] PLANTAGINACEÆ [Part XIII], (Page 693)

### Subclassis IV. MONOCHLAMYDEÆ [Parts XIII(2) — XVI]
- ordo CLVI. PHYTOLACCACEÆ (Page 2)
ordo CLVII. SALSOLACEÆ
ordo CLVIII. BASELLACEÆ
ordo CLIX. AMARANTACEÆ [sic]
ordo CLX. NYCTAGINACEÆ (Page 425)
ordo CLXI. POLYGONACEÆ [Part XIV], (Pages 1 — 186)
ordo CLXII. LAURACEÆ [Part XIV], (Page 186); [Part XV(1)], (Pages 1 — 260) out of sequence
ordo CLXIII. MYRISTICACEÆ (Page 187)
ordo CLXIV. PROTEACEÆ (Page 209)
ordo CLXV. PENÆACEÆ
ordo CLXVI. GEISSOLOMACEÆ (Page 491)
ordo CLXVII. THYMELÆACEÆ
ordo CLXVIII. ELÆAGNACEÆ
ordo CLXIX. GRUBBIACEÆ
ordo CLXX. SANTALACEÆ (Page 619)
ordo CLXXI. HERNANDIACEÆ [Part XV(1)], (Page 1)
ordo CLXXII. BEGONIACEÆ
ordo CLXXIII. DATISCACEÆ
ordo CLXXIV. PAPAYACEÆ
ordo CLXXV. ARISTOLOCHIACEÆ
ordo CLXXVbis. NEPENTHACEÆ
ordo CLXXVI. STACKHOUSIACEÆ (Page 419)
[sic]
ordo CLXXVIII. EUPHORBIACEÆ [Part XV(2)], (Page 1)
ordo CLXXIX. DAPHNIPHYLLACEÆ [Part XVI(1)], (Page 1)
ordo CLXXX. BUXACEÆ
ordo CLXXXbis. BATIDACEÆ
ordo CLXXXI. EMPETRACEÆ
ordo CLXXXII. CANNABINEÆ
ordo CLXXXIII. ULMACEÆ
ordo CLXXXIIIbis. MORACEÆ
ordo CLXXXIV. ARTOCARPEÆ
ordo CLXXXV. URTICACEÆ
ordo CLXXXVI. PIPERACEÆ
[sic]
ordo CLXXXVIII. CHLORANTHACEÆ
ordo CLXXXIX. GARRYACEÆ (Page 486)
ordo CXC. CUPULIFERÆ [Part XVI(2)], (Page 1)
ordo CXCI. CORYLACEÆ (Page 124)
ordo CXCII. JUGLANDEÆ (Page 134)
ordo CXCIII. MYRICACEÆ (Page 147)
ordo CXCIV. PLATANACEÆ
ordo CXCV. BETULACEÆ (Page 161)
ordo CXCVI. SALICINEÆ (Page 190)
ordo CXCVII CASUARINEÆ (Page 332)